# Karen Ulane
Karen Frances Ulane (10 décembre 1941 - 22 mai 1989) est une pilote de ligne américaine, licenciée par Eastern Air Lines en 1980 après avoir subi une chirurgie de réattribution sexuelle. L'affaire Ulane c. Eastern Airlines devient le précédent juridique fédéral pour le statut juridique des personnes transgenres et l’application du Civil Rights Act de 1964.

## Biographie
Ulane naît à Chicago et étudie à St. Ignatius College Prep. Elle intègre l’United States Army et se bat pendant la guerre du Vietnam de 1964 à 1968, puis devient pilote pour Eastern Airlines. Une fois embauchée chez Eastern Airlines, Ulane transitionne, change son nom légal et subit une opération de réattribution sexuelle en avril 1980.
TR Buttion, le vice-président principal des opérations aériennes, lui envoie une lettre de licenciement le 24 avril 1981, disant : « Nous pensons que la nature controversée de l'opération que vous avez subie nuira et empêchera tout équipage de conduite dont vous faites partie d'opérer de manière sereine et coordonnée, ce qui est nécessaire pour atteindre le plus haut degré de sécurité. » La lettre ajoute que d'autres pilotes de la compagnie refuseront de voler avec elle.
Ulane poursuit l’entreprise pour discrimination auprès de la Commission pour l'égalité des chances dans l'emploi, ce qui aboutit au procès Ulane v. Eastern Airlines. Lors du procès, elle déclare avoir souffert de dysphorie de genre dès l'âge de 5 ou 6 ans. Elle remporte le procès, mais perd en appel devant la Cour d'Appel des États-Unis pour le Septième Circuit,.
Elle meurt le 22 mai 1989 dans le crash d'un Douglas DC-3 affrété qu'elle pilotait lors d'un vol d'entraînement, à environ huit kilomètres au sud-ouest de DeKalb. Deux autres personnes sont également décédées dans l'accident.

### Postérité
L'affaire Ulane v. Eastern Airlines a établi un précédent juridique aux États-Unis selon lequel les identités transgenres ne tombent pas sous la protection du Civil Rights Act de 1964,.